# 泡泡玛特
泡泡玛特（英語：POP MART，港交所：9992，新三板除牌前：870578）全称北京泡泡玛特文化创意有限公司，是一家中国玩具制造商，公司主要创始人及董事长是王宁，主要生產盲盒玩具。

## 历史

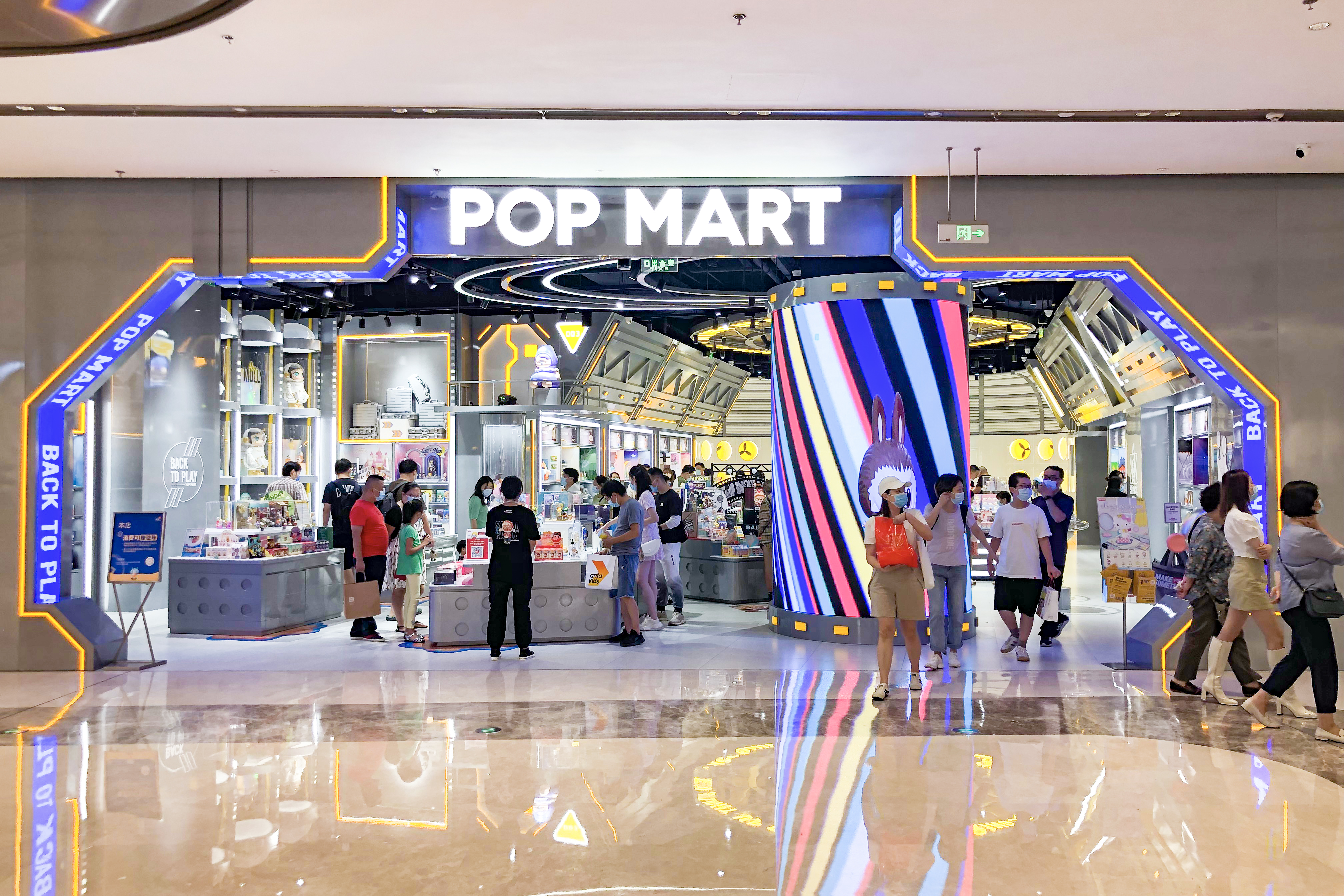
北京龙湖丽泽天街的泡泡玛特商店

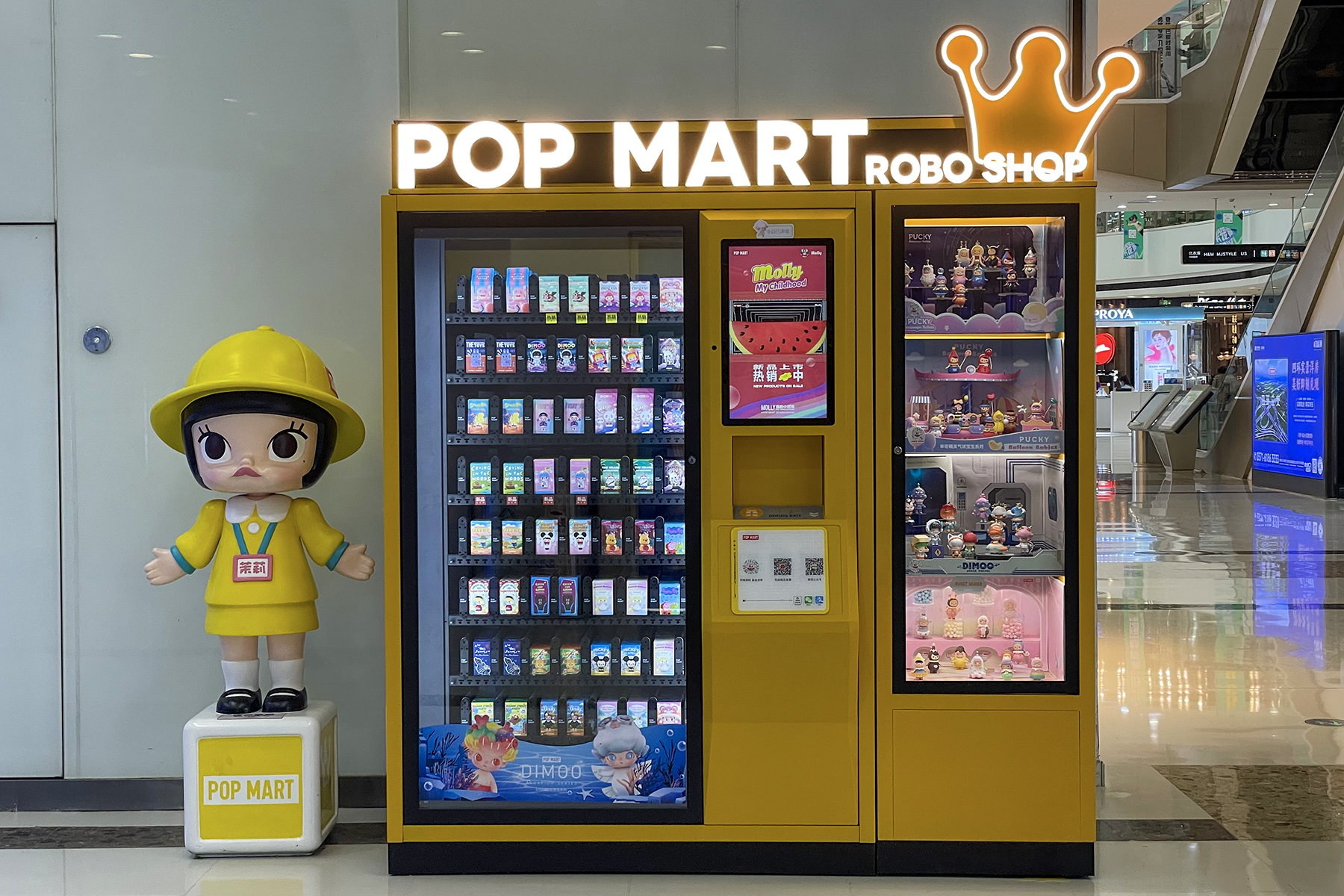
POP MART ROBOSHOP

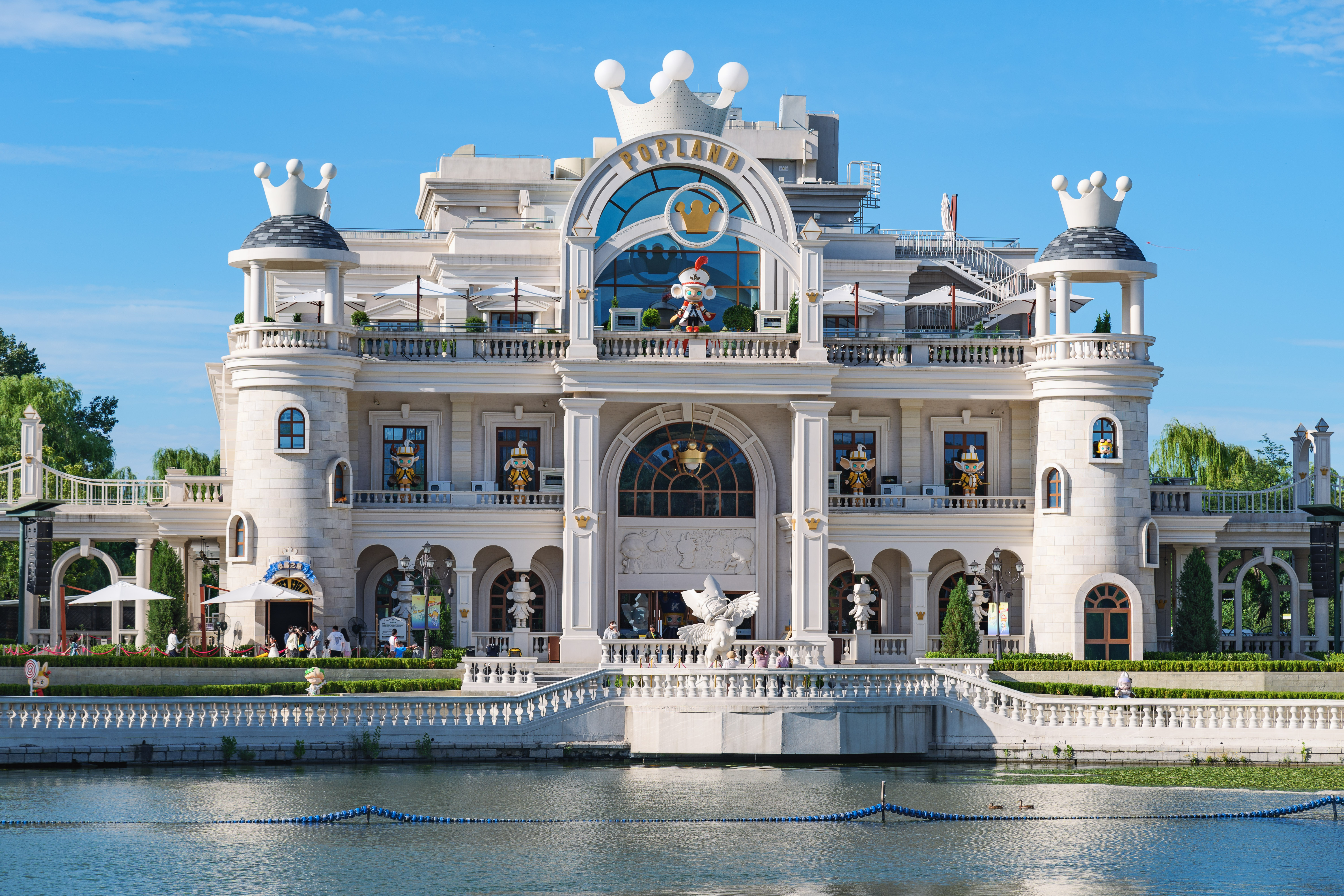
北京朝阳公园的泡泡玛特城市乐园，于2023年9月26日开园

2010年在北京成立，最初是一家潮流杂货店，2015年代理日本角色玩偶Sonny Angel，逐渐成为一家潮流IP公司，主要产品是盲盒。2017年在新三板挂牌上市，2019年4月已除牌。2020年6月递交招股书，拟在香港交易所挂牌上市。2020年12月11日在香港交易所挂牌上市。
2021年3月26日，泡泡玛特公布了2020年财报。据披露，过去一年泡泡玛特实现营收25.1亿元，同比增长49.3%，调整后净利5.9亿元，同比增长25.9%。
2025年6月8日，泡泡玛特的创始人王宁凭借拉布布系列的热销，以203亿美元成为河南新首富。6月20日，该公司表示已建立电影工作室，计划推出《LABUBU与朋友们》动画剧集。